# (28512) Tanyuan
(28512) Tanyuan est un astéroïde de la ceinture principale d'astéroïdes.

## Description
(28512) Tanyuan est un astéroïde de la ceinture principale d'astéroïdes. Il fut découvert le 6 février 2000 à Socorro (Nouveau-Mexique) par le projet LINEAR. Il présente une orbite caractérisée par un demi-grand axe de 2,62 UA, une excentricité de 0,15 et une inclinaison de 3,6° par rapport à l'écliptique.

## Compléments